# Mistrzostwa Świata w Strzelectwie 1928
Mistrzostwa Świata w Strzelectwie 1928 – 25. edycja mistrzostw świata w strzelectwie. Odbyły się one w holenderskim Loosduinen.
Rozegrano jedenaście konkurencji. Najlepszymi zawodnikami turnieju byli Szwedzi Mauritz Eriksson i Olle Ericsson, którzy zdobyli po pięć medali. W klasyfikacji medalowej zwyciężyła reprezentacja Szwajcarii. Gospodarze nie wywalczyli żadnego medalu.

## Klasyfikacja medalowa
| Pozycja | Kraj              | Złoto | Srebro | Brąz | Łącznie |
| ------- | ----------------- | ----- | ------ | ---- | ------- |
| 1       | Szwajcaria        | 8     | 2      | 5    | 15      |
| 2       | Szwecja           | 2     | 4      | 3    | 9       |
| 3       | Hiszpania         | 1     | 1      | 0    | 2       |
| 4       | Francja           | 0     | 2      | 1    | 3       |
| 5       | Finlandia         | 0     | 1      | 0    | 1       |
| 5       | Włochy            | 0     | 1      | 0    | 1       |
| 7       | Norwegia          | 0     | 0      | 1    | 1       |
| 7       | Stany Zjednoczone | 0     | 0      | 1    | 1       |

## Wyniki
| Konkurencja                                     | Złoto                                                                                 | Wynik     | Srebro                                                                           | Wynik     | Brąz                                                                                        | Wynik     |
| Karabin wojskowy, trzy postawy, 300 m           | Walter Lienhard                                                                       | 505 pkt.  | Mauritz Eriksson                                                                 | 497 pkt.  | Karl Zimmermann                                                                             | 489 pkt.  |
| Karabin wojskowy leżąc, 300 m                   | Julio Castro                                                                          | 176 pkt.  | Freminet                                                                         | 175 pkt.  | Mauritz Eriksson                                                                            | 174 pkt.  |
| Karabin wojskowy klęcząc, 300 m                 | Ernst Tellenbach                                                                      | 177 pkt.  | Ugo Cantelli                                                                     | 174 pkt.  | Walter Lienhard                                                                             | 171 pkt.  |
| Karabin wojskowy stojąc, 300 m                  | Walter Lienhard                                                                       | 161 pkt.  | Mauritz Eriksson                                                                 | 159 pkt.  | Karl Zimmermann                                                                             | 158 pkt.  |
| Karabin dowolny, trzy postawy, 300 m            | Olle Ericsson                                                                         | 1093 pkt. | Jakob Reich                                                                      | 1092 pkt. | Josias Hartmann                                                                             | 1091 pkt. |
| Karabin dowolny, trzy postawy, 300 m, drużynowo | Szwajcaria Josias Hartmann Walter Lienhard Giuseppe Pelli Jakob Reich Karl Zimmermann | 5391 pkt. | Szwecja Gustaf Andersson Olle Ericsson Mauritz Eriksson Erik Ohlsson Ivar Wester | 5339 pkt. | Stany Zjednoczone William Bruce Marcus Dinwiddie Sidney Hinds Russell Seitzinger Paul Woods | 5339 pkt. |
| Karabin dowolny leżąc, 300 m                    | Mauritz Eriksson                                                                      | 388 pkt.  | Olle Ericsson                                                                    | 384 pkt.  | Reidar Muslie                                                                               | 383 pkt.  |
| Karabin dowolny klęcząc, 300 m                  | Karl Zimmermann                                                                       | 374 pkt.  | Josias Hartmann                                                                  | 370 pkt.  | Olle Ericsson                                                                               | 368 pkt.  |
| Karabin dowolny stojąc, 300 m                   | Jakob Reich                                                                           | 347 pkt.  | Einari Oksa                                                                      | 344 pkt.  | Olle Ericsson                                                                               | 341 pkt.  |
| Pistolet dowolny, 50 m                          | Wilhelm Schnyder                                                                      | 530 pkt.  | Charles des Jammonières                                                          | 527 pkt.  | Fritz Zulauf                                                                                | 526 pkt.  |
| Pistolet dowolny, 50 m, drużynowo               | Szwajcaria Robert Blum Jakob Fisher Wilhelm Schnyder August Wiederkehr Fritz Zulauf   | 2581 pkt. | Hiszpania Luis Calvet José Bento Julio Castro García Martínez Cipriani Romero    | 2509 pkt. | Francja André de Castelbajac Charles des Jammonières Keller-Dorian R. Pecchia G. Régis      | 2495 pkt. |